# VirtualDJ
 (mars 2022).
VirtualDJ (également nommé Virtual DJ et abrégé VDJ) est un logiciel de mixage musical et vidéo publié par la société américaine Atomix Productions Inc. 
VirtualDJ fonctionne sous systèmes PC et Mac et permet aux disc jockeys travaillant sur ordinateur de mixer de la musique et/ou de la vidéo, avec ou sans contrôleur(s) externe(s). Les DJs peuvent contrôler le logiciel avec un contrôleur MIDI ou en utilisant du matériel DJ traditionnel comme des CDJS et des tables de mixage grâce à l'émulation vinyl/CD du logiciel.

## Histoire
La première version de VirtualDJ est publiée le 1er juillet 2003. VirtualDJ est le successeur d'AtomixMP3 dont la première version date de septembre 2000. Le développement d'AtomixMP3 s'est arrêté en décembre 2003 dès que son successeur VirtualDJ a été commercialisé. VirtualDJ existait en trois versions différentes jusqu'en 2009 : Home Edition (vendue en magasin), PRO (uniquement disponible en ligne), et Limited Version (gratuite avec certains contrôleurs MIDI). À la fin de 2009, une nouvelle version appelée VirtualDJ Basic a été mise en vente comme alternative pour les petits budgets à VirtualDJ Pro, sans contrôle MIDI. Depuis octobre 2010, la gamme de produits se décline en 4 offres : Pro Full, Pro Basic, Broadcaster et Home FREE. Toujours en 2010, VirtualDJ est récompensé du prix du meilleur logiciel de mixage à la 25e édition des Annual International Dance Music Awards à Miami, aux États-Unis.

## Fonctionnalités
Le logiciel prend la forme de deux platines (vinyles ou CD) associées à une table de mixage centrale.